# 세르게이 나카리아코프

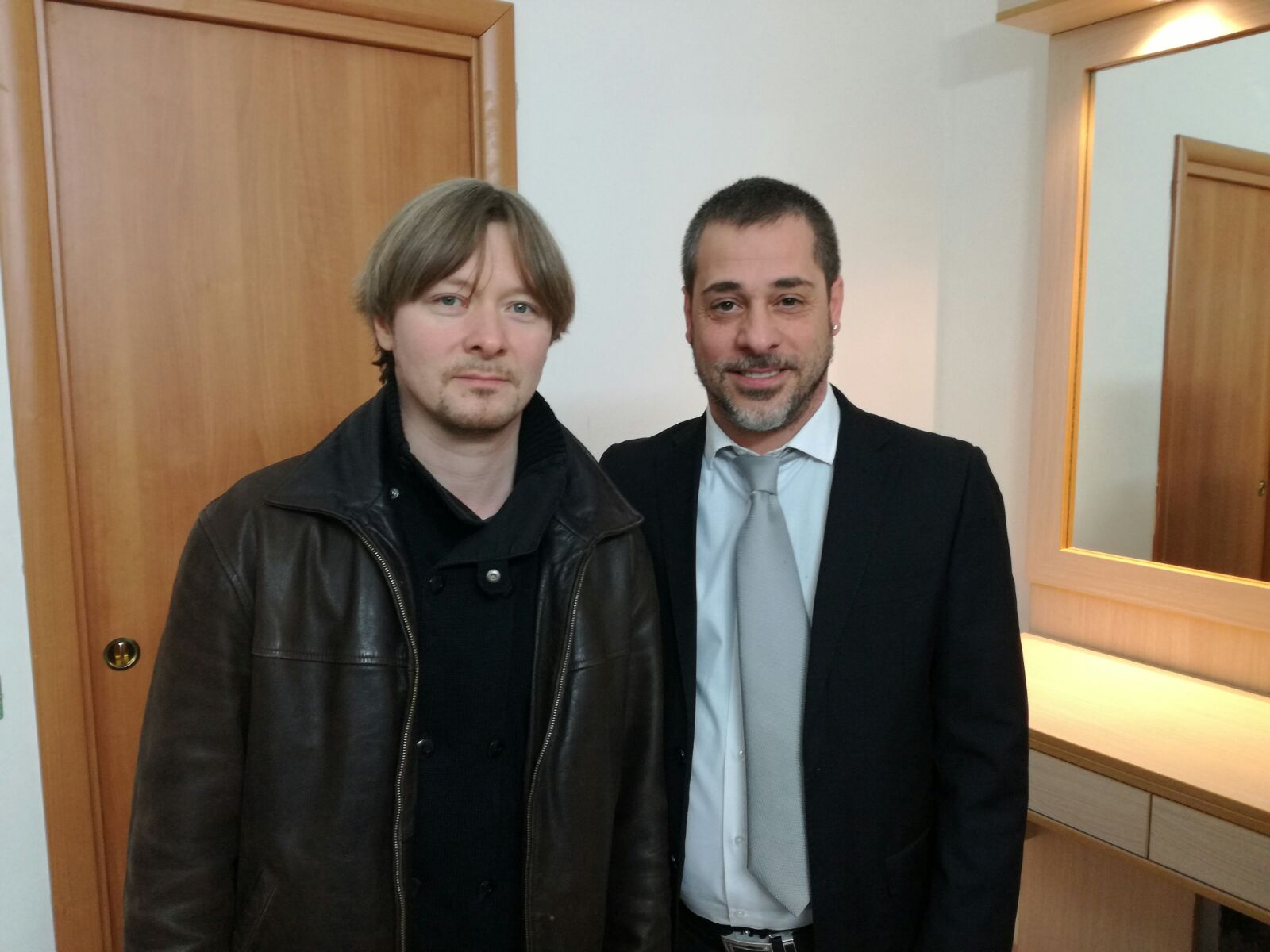

세르게이 나카리아코프(Sergei Nakariakov, 1977년 5월 10일 ~ )은 러시아 니즈니노브고로드(구 고리키) 출신의 트럼펫 연주자이다. 뛰어난 기교로 '트럼펫의 파가니니'라 불린다. 1991년 14세의 나이로 데뷔하였으며, 현재 세계 최고의 기량을 지닌 트럼펫 연주자로 손꼽힌다. 순환호흡법을 통해 선율이 끊기지 않게 연주하며, 레퍼토리도 하이든 트럼펫 협주곡, 훔멜 트럼펫 협주곡과 같은 트럼펫 작품에서부터 명곡들의 편곡에 이르기까지 다양하다.

## 수상경력
- 2002년 《에코상 올해의 연주자》

## 음반
- 1992년 《Trumpet Works》
- 1994년 《Carmen Fantasy - Virtuoso Music for Trumpet》 (Teldec Classics International)
- 1996년 《Baroque Trumpet Concertos》 (Teldec Classics International)
- 1999년 《Concertos for Trumpet》 (Teldec Classics International)
- 2000년 《No Limit》 (Teldec Classics International)
- 2001년 《from Moscow with Love》 (Teldec Classics International)
- 2002년 《Echoes from the past》 (Teldec Classics International)
- 2012년 《Widmung [Dedication]》